# 리빙TV
리빙TV는 여행 및 관광 정보를 전문으로 하는 케이블 방송이다. 1995년 교통관광TV로 개국했으며, 정식방송은 1996년부터 했다. 1998년 1월 19일에 현재의 이름으로 변경되어 오늘에 이르고 있다. SK브로드밴드, 딜라이브 등 지역 케이블 방송국에서 SD와 HD로 방송 중이며, 2008년 1월에는 KT스카이라이프에서도 송출을 시작했다. KT스카이라이프 채널 번호는 407번이다. 또한 전자랜드가 2025년 4월 21일부터 을지로 5가 신사옥으로 이전하였다.